# Susan Allen
Susan Allen (27 de marzo de 1963) es una política estadounidense y exmiembro de la Cámara de Representantes de Minnesota. Miembro del Partido Demócrata-Agricultor-Laboral de Minnesota (DFL), representó al Distrito 62B, un distrito de la zona sur que abarca los barrios de Powderhorn y Bryant de Minneapolis. Fue la primera mujer nativa americana en servir en la legislatura de Minnesota y la primera nativa americana abiertamente lesbiana en ganar las elecciones a una legislatura estatal. No se presentó a la reelección en 2018.

## Primeros años, educación y carrera.
Hija de un sacerdote episcopal, Allen se graduó en el Augsburg College de Minneapolis en 1992. Más tarde, se licenció en derecho por la Facultad de Derecho de la Universidad de Nuevo México (1995) y obtuvo un máster en derecho por la Facultad de Derecho William Mitchell en St. Paul (1999). Se inició en el ejercicio de la abogacía en 1997 y pasó a ser socia de su bufete de abogados en 2004.

## Cámara de Representantes de Minnesota
Allen fue uno de los cuatro miembros abiertamente homosexuales, junto con las representantes Karen Clark y Erin Maye Quade y el senador Scott Dibble, en la Legislatura de Minnesota.

### Elecciones
Cuando el representante estatal Jeff Hayden fue elegido para el Senado de Minnesota en octubre de 2011, dejó vacante su escaño en la Cámara de Representantes. Allen fue uno de los cuatro miembros del DFL que se presentaron para el escaño y, en la convención de nominación del DFL celebrada el 12 de noviembre, recibió el apoyo del partido en la tercera votación. No obstante, se enfrentó a las elecciones primarias el 6 de diciembre con tres oponentes, dos de los cuales habían suspendido sus campañas después de perder en la convención. Allen ganó la nominación con facilidad, obteniendo el 82% de los votos en las primarias. En las elecciones generales celebradas el 10 de enero de 2012, se enfrentó a un solo oponente, que se postuló bajo la etiqueta "Respeto", y le ganó por 56-43%.
Fue reelegida en las elecciones generales de 2012, 2014 y 2016. No se presentó a la reelección en 2018.

## Vida personal
Como abogada, Allen se especializa en servir a las tribus indígenas, ayudándolas a redactar leyes tribales en una amplia gama de áreas. Es Lakota y miembro de la tribu Rosebud Sioux. Se identifica como dos espíritus (two-spirit).